# 미야이치 료
미야이치 료(일본어: 宮市 亮, 1992년 12월 14일 ~ )는 일본의 축구 선수이다. 포지션은 윙어이며 현재 요코하마 F. 마리노스 소속이다. 미야이치 료는 축구계에서 가장 빠른 선수로 평가받고 있다.

## 어린 시절
미야이치는 초등학교 3학년 때 나고야의 시루피드 FC (Sylphid F.C.) 주니어팀에서 축구를 시작하였다. 중학교에 들어간 이후 시루피드 FC 주니어 유스가 되었으며 그 뒤에 일본축구협회 (JFA) 엘리트 프로그램 일본 U-14 국가대표팀 일본 U-15 국가대표팀을 차례로 거쳤다. 2008년 일본 고등학교 축구계의 강팀 주쿄 대학 부속 주쿄고등학교 (中京大学附属中京高等学校) 에 들어갔다. 초반부터 주전 자리를 확보했으며, 1학년 때는 일본 U-16 국가대표팀, 2학년 때는 일본 U-17 국가대표팀에 뽑히며 FIFA U-17 월드컵에 출전하였다. FIFA U-17 월드컵과 같은 해 열린 제88회 일본 전국 고등학교 축구 선수권 대회에서 대회 우수 선수로 선정되었으며, 3학년 때는 팀의 주장으로 출전한 일본 전국 고등학교 축구 선수권 대회에서 팀은 초반에 탈락했지만, 초반 탈락이라는 쓴 고배를 마셨지만 어이없게도 두 대회 연속 대회 우수 선수로 선정되었다.

## 클럽 경력

### 아스널
2010년, 잉글랜드 프리미어리그의 아스널 FC의 연습에 참가했을 때, 감독 아르센 벵거에게 높은 평가를 받아, 5년 장기 계약 오퍼를 받았다. 같은 해 12월, 아스널 입단이 공식 발표되었다. 하지만, 미야이치가 영국 취업 비자 발행 기준을 만족시키지 못해 잉글랜드에서 뛰는 것이 허가되지 않았기 때문에, 2011년 1월 네덜란드 에레디비시의 페예노르트로 임대 이적이 결정되었다.

### 페예노르트 임대
2011년 2월, 피테서 전 (22라운드)에서 18세 1개월 23일의 나이로 공식 데뷔전을 치렀으며, 다음 경기 헤라클레스 알멜로 전에서 골을 넣으며 프로 선수 데뷔 이후 첫 골을 기록하였다. 흐로닝언 (25라운드) 전에서는 프로 첫 도움을 기록하였다. 빌럼 II 틸뷔르흐와의 경기에서는 2골 2도움을 기록하며 팀의 대승에 공헌하였으며, 이 시즌 페예노르트는 10위로 시즌을 마감하였다.

### 2011-2012 시즌
2011-2012 시즌 이전, 네덜란드에서의 활약으로 아스널 1군 입단이 확실시 되었고, 2011년 8월 아스널의 신청으로 영국 노동 비자를 특례로 취득함에 따라, 잉글랜드에서의 선수 생활이 가능해졌다. 하지만 부상으로 인해 시즌 아웃이 되어 필드보다 병원에 더 오래있었다고 한다.

### 볼튼 원더러스 임대
2012년 1월 겨울 이적시장에서 볼튼 원더러스로 임대되었다.

### 위건 애슬래틱 임대
2012년 여름이적시장에서 미야이치료는 볼튼으로의 재임대와 노리치 시티 임대가 될 것이라 예상 되었으나 결국 그는 32번을 달고 위건으로 이적했다.

### FC 장크 파울리
아스널 퇴단 후 독일 2부리그 FC 장크 파울리에 입단하였으나, 이적 직후 왼쪽 십자인대 부상으로 전력에서 제외되었다. 회복 후 얼마가지 않아 우측 십자인대 또한 파열되는 불행이 겹쳤다. 2018년 3월 22일 마인츠와의 비공개 연습경기에서 교체 출전하여 복귀를 알렸다.

## 국가대표팀 경력
그는 2009년 FIFA U-17 월드컵에 참가할 일본 U-20 국가대표팀에 발탁되었으며, 2경기에 출전했다.
그는 2014년 FIFA 월드컵 아시아 지역 3차 예선 우즈베키스탄 축구 국가대표팀과의 경기에 대표팀에 소집되었으나 출전 기회를 잡지 못하였다. 2012년 5월 23일, 아제르바이잔과의 평가전에서 가가와 신지와 교체되어 29분간 그라운드를 밟았다. 팀은 2-0으로 승리하였다. 2022년 EAFF E-1 풋볼 챔피언십에도 출전, 우승. 그는 2022년까지 국제 A매치 통산 5경기에 출전했다.

## 통계

### 클럽
| 클럽                 | 시즌    | 리그              | 리그 | 리그 | 컵   | 컵   | 리그 컵 | 리그 컵 | 유로파 | 유로파 | 합계 | 합계 |
| 클럽                 | 시즌    | 디비전            | 출전 | 득점 | 출전 | 득점 | 출전    | 득점    | 출전   | 득점   | 출전 | 득점 |
| -------------------- | ------- | ----------------- | ---- | ---- | ---- | ---- | ------- | ------- | ------ | ------ | ---- | ---- |
| 페예노르트 (임대)    | 2010-11 | 에레디비시        | 12   | 3    | –    | –    | –       | –       | –      | –      | 12   | 3    |
| 아스널               | 2011-12 | 프리미어리그      | 0    | 0    | 0    | 0    | 2       | 0       | 0      | 0      | 2    | 0    |
| 볼턴 원더러스 (임대) | 2011-12 | 프리미어리그      | 12   | 0    | 2    | 1    | –       | –       | –      | –      | 14   | 1    |
| 위건 애슬레틱 (임대) | 2012-13 | 프리미어리그      | 4    | 0    | 1    | 0    | 2       | 0       | –      | –      | 7    | 0    |
| 아스널               | 2013-14 | 프리미어리그      | 1    | 0    | 0    | 0    | 2       | 0       | 2      | 0      | 5    | 0    |
| FC 트벤터 (임대)     | 2014-15 | 에레디비시        | 10   | 0    | 1    | 0    | 0       | 0       | –      | –      | 11   | 0    |
| 용 FC 트벤터 (임대)  | 2014-15 | 에이르스터 디비시 | 14   | 3    | 0    | 0    | 0       | 0       | –      | –      | 14   | 3    |
| 통산                 | 통산    | 통산              | 53   | 6    | 4    | 1    | 6       | 0       | 2      | 0      | 65   | 7    |

1. ↑  UEFA 챔피언스리그 경기 출전 횟수

### 국가대표팀
| 일본 | 일본 | 일본 |
| 연도 | 출전 | 득점 |
| ---- | ---- | ---- |
| 2012 | 2    | 0    |
| 2013 | 0    | 0    |
| 2014 | 0    | 0    |
| 2015 | 0    | 0    |
| 2016 | 0    | 0    |
| 2017 | 0    | 0    |
| 2018 | 0    | 0    |
| 2019 | 0    | 0    |
| 2020 | 0    | 0    |
| 2021 | 0    | 0    |
| 2022 | 3    | 0    |
| 통산 | 5    | 0    |